# Praszczęta

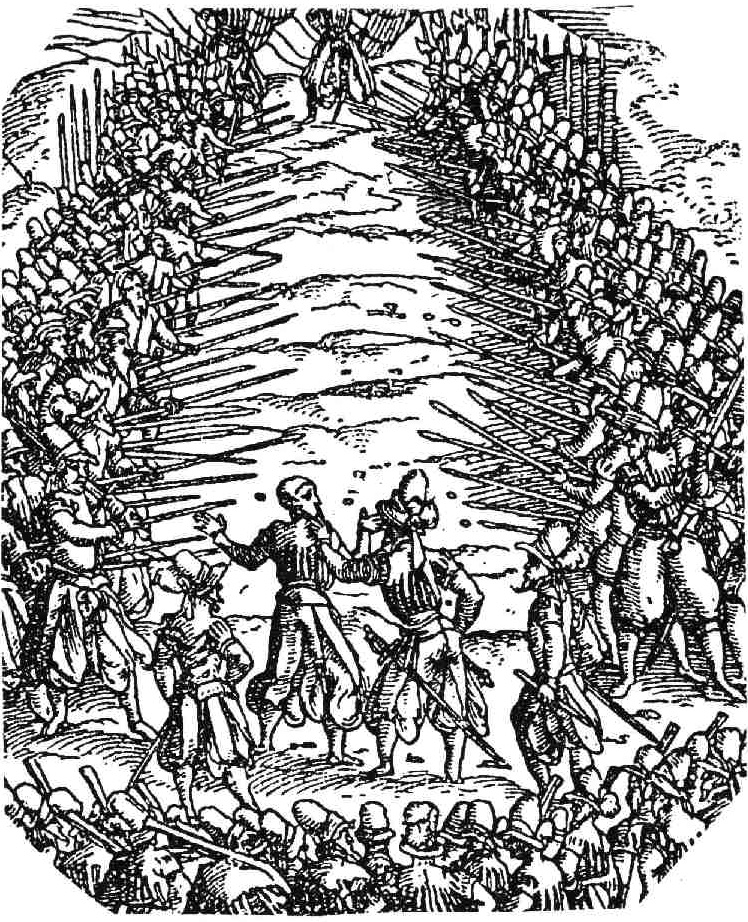
Praszczęta (1525)

Praszczęta – śmiertelna dyscyplinarna kara cielesna, stosowana w wojsku rosyjskim od XV do XIX wieku wobec żołnierzy, którzy dopuścili się szczególnie ciężkich przewinień, na przykład dezercji. 
Kara polegała na tym, że żołnierze ustawiali się w dwóch szeregach tworząc rodzaj alei, przez którą skazaniec musiał przebiec (niekiedy wielokrotnie). Każdy z żołnierzy wbijał w ukaranego żołnierza swoją pikę – aż do momentu, gdy skazaniec zmarł. Ten wstrząsający i upokarzający akt miał na celu nie tylko ukaranie winnego, lecz także służył jako przestroga dla pozostałych. W późniejszym czasie piki zastąpiono karabinowymi stemplami, batami, kijami lub rózgami, za pomocą których współtowarzysze wymierzali ciosy. Nadal prowadziło to do bolesnej i powolnej śmierci z rąk własnych towarzyszy broni. Dopiero w XIX wieku zrezygnowano z tej praktyki.
W marcu 1837 roku praszczęta wykonano na grupie polskich zesłańców skazanych przez Rosjan na śmierć, za udział w spisku omskim. Forma tortur określana jako „ścieżka zdrowia”, stosowana w Polsce Ludowej, została prawdopodobnie przejęta od rosyjskiej kary praszczęta. 